# Список деталей рельефа Гипериона

Поверхность Гипериона с наименованными деталями рельефа. Снимок космического аппарата «Кассини» (2005)

Снимок Гипериона, где отмечено положение кратера Гелиос. Снимок космического аппарата «Кассини» (2005)

Это список наименованных деталей рельефа Гипериона — спутника Сатурна. По состоянию на июнь 2017 года названия присвоены 5 таким объектам.
Названия на Гиперионе получили детали рельефа двух категорий:
- гряда (линейно вытянутая возвышенность, характеризующаяся относительно мягкими очертаниями вершин и склонов);
- кратеры.

Кратеры Гипериона названы в честь богов Солнца и Луны различных народов, так как титан Гиперион в древнегреческой мифологии был отцом Гелиоса и Селены. Единственная наименованная гряда Гипериона названа в честь открывших его астрономов.

## Гряды
| Русское название     | Латинское название  | Координаты                                          | Размер (км) | Год утвержд. названия | Эпоним                                                                                     |
| -------------------- | ------------------- | --------------------------------------------------- | ----------- | --------------------- | ------------------------------------------------------------------------------------------ |
| Гряда Бонда—Ласселла | Bond-Lassell Dorsum | 48°00′ с. ш. 143°30′ з. д. / 48° с. ш. 143,5° з. д. | ?           | 1982                  | Астрономы, открывшие этот спутник — Джордж Филлипс Бонд, Уильям Крэнч Бонд и Уильям Лассел |

## Кратеры
| Русское название | Латинское название | Координаты                                  | Размер (км) | Год утвержд. названия | Эпоним                                                                                    |
| ---------------- | ------------------ | ------------------------------------------- | ----------- | --------------------- | ----------------------------------------------------------------------------------------- |
| Бахлу            | Bahloo             | 36° с. ш. 196° з. д. / 36° с. ш. 196° з. д. | ?           | 1982                  | Бахлу — в мифах аборигенов Австралии — Луна, творец младенцев-девочек                     |
| Гелиос           | Helios             | 71° с. ш. 132° з. д. / 71° с. ш. 132° з. д. | ?           | 1982                  | Гелиос — в греческой мифологии бог Солнца, сын титана Гипериона и Тейи, брат Селены и Эос |
| Мери             | Meri               | 3° с. ш. 171° з. д. / 3° с. ш. 171° з. д.   | ?           | 1982                  | Мери — олицетворение Солнца, героя мифов бороро — индейского племени в Восточной Бразилии |
| Ярило            | Jarilo             | 61° с. ш. 183° з. д. / 61° с. ш. 183° з. д. | ?           | 1982                  | Ярило — бог Солнца, весны, плодородия и любви в мифологии восточных славян                |

Изображение, благодаря которому были открыты и именованы все детали рельефа Гипериона. Снимок космического аппарата «Вояджер-2» (1981)